# Lynn Patrick
Joseph Lynn Patrick (* 3. Februar 1912 in Victoria, British Columbia; † 26. Januar 1980) war ein kanadischer Eishockeyspieler (Linksaußen) und -trainer, der von 1934 bis 1946 für die New York Rangers in der National Hockey League spielte.

## Karriere
Als Sohn des berühmten Eishockeyspielers und -funktionärs Lester Patrick wuchs Lynn an der kanadischen Westküste auf. Natürlich wurde er von seinem Vater angeleitet, doch er kann auf keine besondere Juniorenkarriere zurückblicken. Nachdem das heimische Eisstadion abgebrannt war, hat er bis zum Umzug mit seinen Eltern nach Montreal kaum Gelegenheit dem Eishockey nachzugehen.
Nach einem Jahr bei den Royaux de Montréal holte sein Vater, der General Manager in New York war, ihn für die Saison 1934/35 zu den New York Rangers. Oftmals musste er sich mit dem Vorwurf auseinandersetzen, dass er nur wegen seines Vaters den Platz in einem NHL-Team erhalten hatte, doch Lynn bewies auf dem Eis, dass sein Einsatz sportlich gerechtfertigt war. Für fünf Jahre stand auch sein Bruder Muzz im Kader, auch als die Rangers in der Saison 1939/40 den Stanley Cup gewannen. In der Saison 1941/42 war er mit 32 Toren bester Torschütze der NHL. Mit 34 Jahren beendete er nach der Saison 1945/46 seine aktive Karriere in der NHL.
Als Spielertrainer ging er im Jahr darauf für die New Haven Ramblers in der AHL aufs Eis, bevor er sich nur noch der Aufgabe hinter der Bande widmete. In die NHL kehrte er als Trainer der Boston Bruins zur Saison 1950/51 zurück. Nach vier Jahren löste er Art Ross als General Manager der Bruins ab und übergab das Traineramt an Milt Schmidt. 1965 verließ er Boston und trainierte für eine Spielzeit die Los Angeles Blades in der WHL. Als die NHL zur Saison 1967/68 erweitert wurde, übernahm er als erster Trainer und General Manager die St. Louis Blues. Nach einem Jahr wechselte er ins Präsidium der Blues und machte Platz für Scotty Bowman, der bis dahin nur Juniorenteams betreut hatte. 1977 zog er sich vom Eishockey zurück.
Auch sein Sohn, Craig Patrick, bestritt über 400 Spiele in der NHL. Weniger als einen Monat nach Lynns Tod gewann Craig als Assistenz-General Manager mit dem US-amerikanischen Team beim sogenannten „Miracle on Ice“ die olympische Goldmedaille.
1980 ehrte man ihn mit der Aufnahme in die Hockey Hall of Fame. Sowohl sein Vater, wie auch sein Sohn sind ebenfalls Mitglieder.

## Sportliche Erfolge
- Stanley Cup: 1940

### Persönliche Auszeichnungen
- First All-Star Team: 1942
- Second All-Star Team: 1943
- Bester Torschütze: 1942 (später wurde hierfür die Maurice Richard Trophy vergeben)
- Lester Patrick Trophy: 1989